# Leszek Drogosz
Leszek Melchior Drogosz, född 6 januari 1933 i Kielce, död 7 september 2012 i Kielce, var en polsk boxare och skådespelare. Han var flerfaldig Europamästare på amatörsidan under 1950-talet.

## Fotnoter
1. ↑  läs online, filmpolski.pl .[källa från Wikidata]